# Another world (Rafferty)
Another world is een studioalbum van Gerry Rafferty uit 2000 opnieuw uitgegeven in 2003 met een track minder (La fenetre). Het verscheen op platenlabel Hypertension Records. Rafferty was op weg naar de anonimiteit, toen hij een aantal “beroemde” musici kon inschakelen om een album op te nemen. De opnamen vonden grotendeels plaats op Barbados in de Blue Wave Studio. Aanvullende opnamen vonden plaats in de ICON Studio te Londen.  

## Musici
- Gerry Rafferty – zang, gitaar, basgitaar, toetsinstrumenten (alle)
- Giles Twigg - slagwerk, percussie, programmeerwerk (alle)
- Mark Knopfler – gitaar (Dire Straits) (tracks 1,4)
- Kenny Craddock – accordeon, toetsinstrumenten (Lindisfarne) (1, 4, 6, 9, 10, 11, 12,13,14)
- Tamara Marshall, Cindy Legall, Karen Griffiths - achtergrondzang (1,11, 12, 13)
- Hugh Burns – gitaar (3)
- Mel Collins – saxofoons (3)
- Aaron Ahmun – percussie (4, 9, 11, 13)
- Mo Foster – basgitaar (4, 6, 9, 11)
- Julian Littman gitaar (5,6)
- Daniela Mannucci, Fatima Lahcen, Margartita Krishofova – achtergrondzang (5)
- Arturo Tappin – saxofoon (9)
- Victor Lintin – gitaar (12)
- Bryn Haworth – gitaar (12,14)
- David Suttle – zang, percussie (12)
- Pino Palladino – basgitaar (14)

## Muziek
| Nr. | Titel                                                      | Duur  |
| --- | ---------------------------------------------------------- | ----- |
| 1.  | All souls                                                  | 5:20  |
| 2.  | The land of the chosen few                                 | 5:14  |
| 3.  | Keep it to yourself                                        | 5:42  |
| 4.  | Sweet love                                                 | 4:27  |
| 5.  | Whose house it it anyway? (Rafferty, Littman)              | 4:31  |
| 6.  | It’s better this way                                       | 4:31  |
| 7.  | Conscious love                                             | 4:27  |
| 8.  | Sweet surrender                                            | 4:03  |
| 9.  | Everytime I wake up                                        | 5:52  |
| 10. | Xavier & Honor                                             | 3:11  |
| 11. | You put something better inside of me (Rafferty, Joe Egan) | 4:54  |
| 12. | Metanoia                                                   | 3:25  |
| 13. | Children of the sun                                        | 4:04  |
| 14. | Another world (waarin verstopt The Grinches)               | 10:40 |